# 奥古斯特-亨利·福雷尔
奧古斯特-亨利·福雷爾 （法語：Auguste-Henri Forel，法語發音：[oɡyst ɑ̃ʁi fɔʁɛl]；1848年9月1日—1931年7月27日），瑞士昆虫学家、神经解剖学家、精神分析学家和优生学家，在人类和蚂蚁大脑研究领域做出卓越贡献，於性学和心理学方面也颇有建树。1978年至2000年间流通的瑞郎1000元纸币人物即福雷尔。

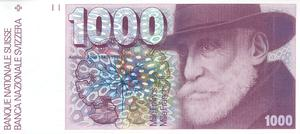
第六版1000瑞郎纸币正面的福雷尔像

## 主要著作
- 《性问题》（La question sexuelle），1905年，此后多次修订